# Marcilly-le-Châtel
Marcilly-le-Châtel är en kommun i departementet Loire i regionen Auvergne-Rhône-Alpes i centrala Frankrike. Kommunen ligger i kantonen Boën som tillhör arrondissementet Montbrison. År 2022 hade Marcilly-le-Châtel 1 395 invånare.

## Befolkningsutveckling
Antalet invånare i kommunen Marcilly-le-Châtel
| Referens: INSEE |